# Kendall Cross
Kendall Cross, född den 24 februari 1968 i Hardin, Montana, är en amerikansk brottare som tog OS-guld i bantamviktsbrottning i fristilsklassen 1996 i Atlanta.